# Dovzjansk
Dovzjansk (ukrainska: Довжанськ), före 2016: Sverdlovsk (ukrainska: Свердловськ, ryska: Свердловск) är en stad i Luhansk oblast i östra Ukraina. Staden ligger cirka 60 kilometer sydost om Luhansk. Dovzjansk beräknades ha 62 691 invånare i januari 2022.
Under de proryska protesterna i Ukraina 2014 intogs staden av proryska separatister.